# Clark Johnson
Clark Johnson (Filadelfia, 10 settembre 1954) è un attore e regista statunitense.

## Biografia
Nato a Philadelphia, Pennsylvania, da padre afroamericano e madre caucasica, ha trascorso l'adolescenza in Canada dove ha frequentato la Concordia University di Montréal. Grazie alle sue doti di giocatore di football, ha ottenuto una borsa di studio per la Eastern Michigan University, dalla quale viene successivamente espulso perché scoperto a rubare dalla caffetteria della scuola. Ha frequentato numerose altre università prima di entrare nell'Ontario College of Art.
La sua carriera nel mondo del cinema inizia dietro le quinte, come addetto agli effetti speciali, mentre il debutto come attore arriva nel 1981 con la pellicola Killing 'em Softly.
Una decina di anni dopo si cimenta anche nella regia, dirigendo alcuni episodi di serie TV americane come Homicide: Life on the Street e Law & Order: Special Victims Unit. Nel 2003 con S.W.A.T. - Squadra speciale anticrimine ha per la prima volta l'opportunità di portare un film sul grande schermo, collaborando con attori del calibro di Samuel L. Jackson, Colin Farrell e Olivier Martinez.
È stato sposato dal 1994 al 1998 con l'attrice Heather Salmon.

## Filmografia parziale

### Attore

#### Cinema
- Killing 'em Softly, regia di Max Fischer (1982)
- Skullduggery, regia di Ota Richter (1983)
- Vicolo cieco (Blindside), regia di Paul Lynch (1986)
- Wild Thing, regia di Max Reid (1987)
- Mr. Nice Guy, regia di Henry Wolfond (1987)
- Tutto quella notte (Adventures in Babysitting), regia di Chris Columbus (1987)
- Nowhere to Hide, regia di Mario Philip Azzopardi (1987)
- Colors - Colori di guerra (Colors), regia di Dennis Hopper (1988)
- Aquile d'attacco (Iron Eagle II), regia di Sidney J. Furie (1988)
- Faccia di rame (Renegades), regia di Jack Sholder (1989)
- Psychic, regia di George Mihalka (1992)
- Video assassino (The Finishing Touch), regia di Fred Gallo (1992)
- Blood Brothers, regia di Bruce Pittman (1993)
- Final Round, regia di George Erschbamer (1994)
- Omicidio nel vuoto (Drop Zone), regia di John Badham (1994)
- Rude, regia di Clément Virgo (1995)
- Soul Survivor, regia di Stephen Williams (1995)
- Minuti contati (Nick of Time), regia di John Badham (1995)
- Lulu, regia di Srinivas Krishna (1996)
- The Planet of Junior Brown, regia di Clément Virgo (1997)
- Have Mercy, regia di Anais Granofsky (1999)
- Fear of Fiction, regia di Charlie Ahearn (2000)
- On Their Knees, regia di Anais Granofsky (2001)
- S.W.A.T. - Squadra speciale anticrimine (S.W.A.T.) (2003)
- The Limb Salesman, regia di Anais Granofsky (2004)
- The Sentinel - Il traditore al tuo fianco (The Sentinel) (2006)
- Nurse.Fighter.Boy, regia di Charles Officer (2008)
- You Might as Well Live, regia di Simon Ennis (2009)
- Defendor, regia di Peter Stebbings (2009)
- Misunderstood, regia di Clark Johnson – cortometraggio (2009)
- Santorini Blue, regia di Matthew D. Panepinto (2013)

#### Televisione
- Diamonds – serie TV, 1 episodio (1989)
- E.N.G. - Presa diretta – serie TV, 15 episodi (1990-1994)
- Homicide – serie TV, 122 episodi (1992-1999)
- Cold Squad - Squadra casi archiviati (Cold Squad) – serie TV, 2 episodi (1998-1999)
- Una mamma per amica (Virtual mom), regia di Laurie Lynd – film TV (2000)
- Unforgettable – serie TV, 1 episodio (2011)
- Homeland - Caccia alla spia (Homeland) – serie TV, episodio 3x07 (2013)
- Law & Order - Unità vittime speciali (Law & Order: Special Victims Unit) – serie TV, 1 episodio (2014)
- Evil – serie TV, 4 episodi (2019)
- Daredevil - Rinascita (Daredevil: Born Again) – serie TV (2025)

### Regista
- The Shield – serie TV, 7 episodi (2002-2008)
- S.W.A.T. - Squadra speciale anticrimine (S.W.A.T.) (2003)
- The Sentinel - Il traditore al tuo fianco (The Sentinel) (2006)
- Le viager – cortometraggio (2007)
- Lie to Me – serie TV, episodio 1x09 (2009)
- Misunderstood – cortometraggio (2009)
- King – serie TV, 21 episodi (2011-2012)
- Homeland - Caccia alla spia (Homeland) – serie TV, 5 episodi (2011-2014)
- Copper – serie TV, 3 episodi (2012-2013)
- Black Sails – serie TV, episodi 2x02-2x04 (2015)
- Luke Cage – serie TV, episodi 1x13-2x09 (2016-2018)
- Juanita (2019)
- City on a Hill – serie TV, 3 episodi (2019-2021)
- Your Honor – serie TV, 3 episodi (2020-2021)
- Love & Death – miniserie TV, puntate 5-6 (2023)

### Effetti speciali
- La zona morta, regia di David Cronenberg (1983)
- La mosca, regia di David Cronenberg (1986)

## Doppiatori italiani
Nelle versioni in italiano delle opere in cui ha recitato, Clark Johnson è stato doppiato da:
- Massimo De Ambrosis in ENG - Presa Diretta, Homicide, Cold Squad
- Massimo Bitossi in Unforgettable, Law & Order - Unità Vittime Speciali
- Pierluigi Astore in Bosch, Daredevil: Rinascita
- Fabrizio Russotto in The Shield
- Roberto Stocchi in The Wire
- Massimo Lodolo in Diamonds